# Alfred Maleta
Alfred Alois Moriz Maleta (* 15. Jänner 1906 in Mödling als Alfred Pertusini; † 16. Jänner 1990 in Salzburg) war ein österreichischer Jurist, Politiker (ÖVP) und Geschäftsmann.

## Leben

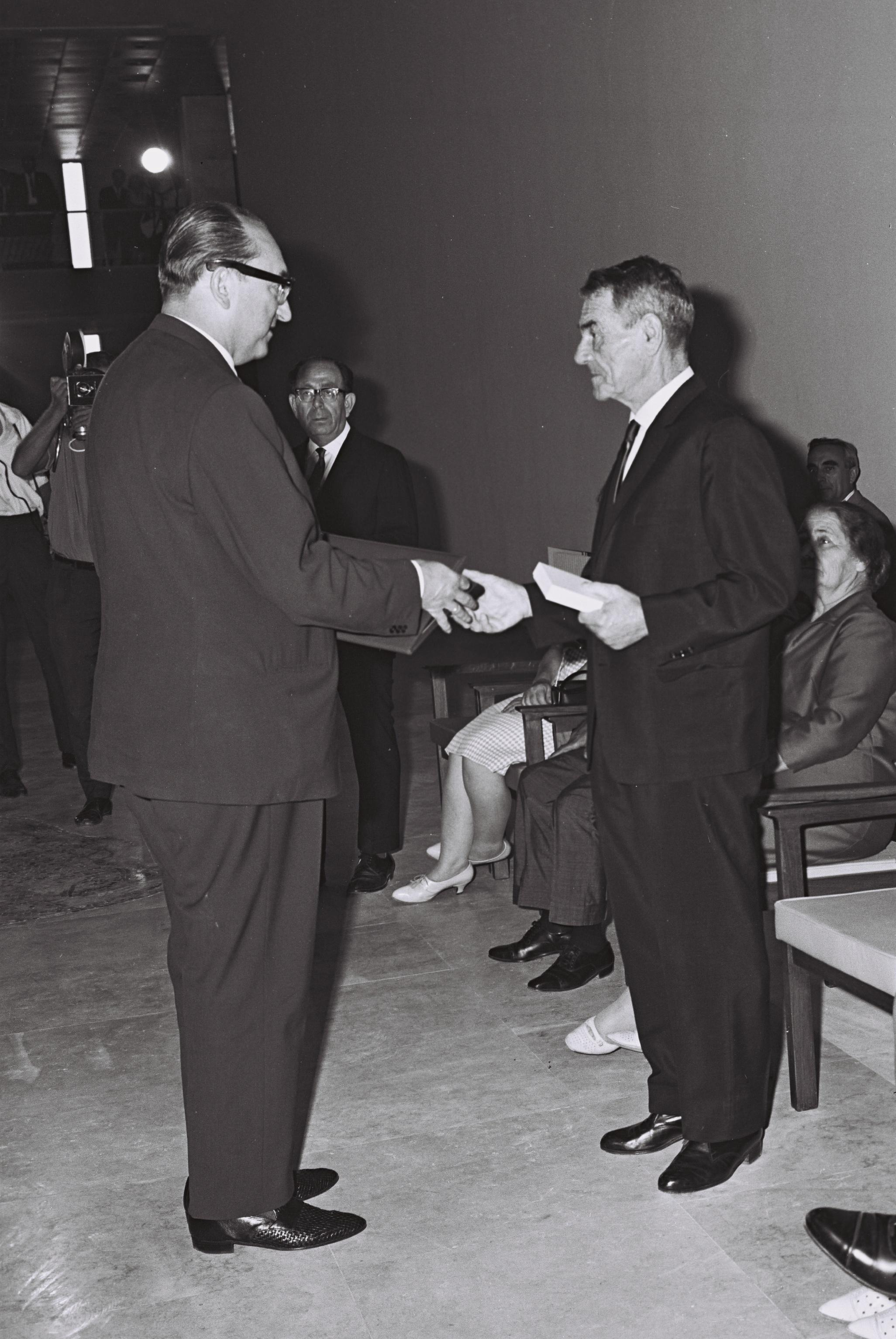
Alfred Maleta und Kadish Luz, Israel 1966

Alfred Maleta wurde am 15. Jänner 1906 als Sohn von Moriz Julius Pertusini (* 17. Februar 1843 in Neutitschein, Mähren; † 27. April 1906 in Mödling) und dessen Ehefrau Maria Anna (geborene Pagler; * 24. April 1875 in Wien-Simmering; † 7. Dezember 1951 in Linz) in Mödling geboren und am 2. Februar 1906 auf den Namen Alfred Alois Moriz getauft. Seine Eltern hatten am 28. September 1903 geheiratet. Seine Mutter heiratete nach dem Tod Pertusinis in zweiter Ehe den Apotheker Otto Maleta (* 17. Dezember 1870 in Neutitschein; † 17. Mai 1932 in Linz), der den Sohn seiner Frau an Kindesstatt annahm.
Alfred Maleta absolvierte das Gymnasium in Linz mit Geli Raubal, Hitlers Nichte. Anschließend studierte er Rechtswissenschaften an der Universität Graz. Darauf folgte ein Gerichts- und Anwaltspraktikum in Linz.
Er war Magistral-Großkreuz-Ritter des Souveränen Malteserordens sowie Mitglied der katholischen Verbindungen K.Ö.St.V. Nibelungia 1901 Linz im MKV (ab 1922) und K.Ö.H.V. Carolina Graz im ÖCV (ab 1927).
Im Jahr 1934 wurde er erster Sekretär der Arbeiterkammer Oberösterreich. Er war sowohl in der Arbeitnehmervertretung als auch in der Vaterländischen Front tätig.
In der Zeit des Nationalsozialismus war er von 1938 bis 1941 im KZ Dachau und im KZ Flossenbürg interniert, danach leistete er Kriegsdienst. Bereits während der Gefangenschaft soll Maleta gemeinsam mit seinen Leidensgenossen Leopold Figl und Alfons Gorbach für die Zeit nach dem Krieg die Gründung der Österreichischen Volkspartei geplant haben. 1949 war er führend an der Oberweiser Konferenz beteiligt; einem Versuch, ehemals führende Nationalsozialisten für die Volkspartei zu gewinnen.
Nach Kriegsende wurde er Ministerialrat im Bundesministerium für soziale Verwaltung. Maleta war von 1945 bis 1975 Abgeordneter zum österreichischen Nationalrat und von 1961 bis 1970 Präsident des Nationalrates. Von 1953 bis 1962 war er Klubobmann der ÖVP. Maleta galt stets als Anhänger der Großen Koalition von ÖVP und SPÖ.

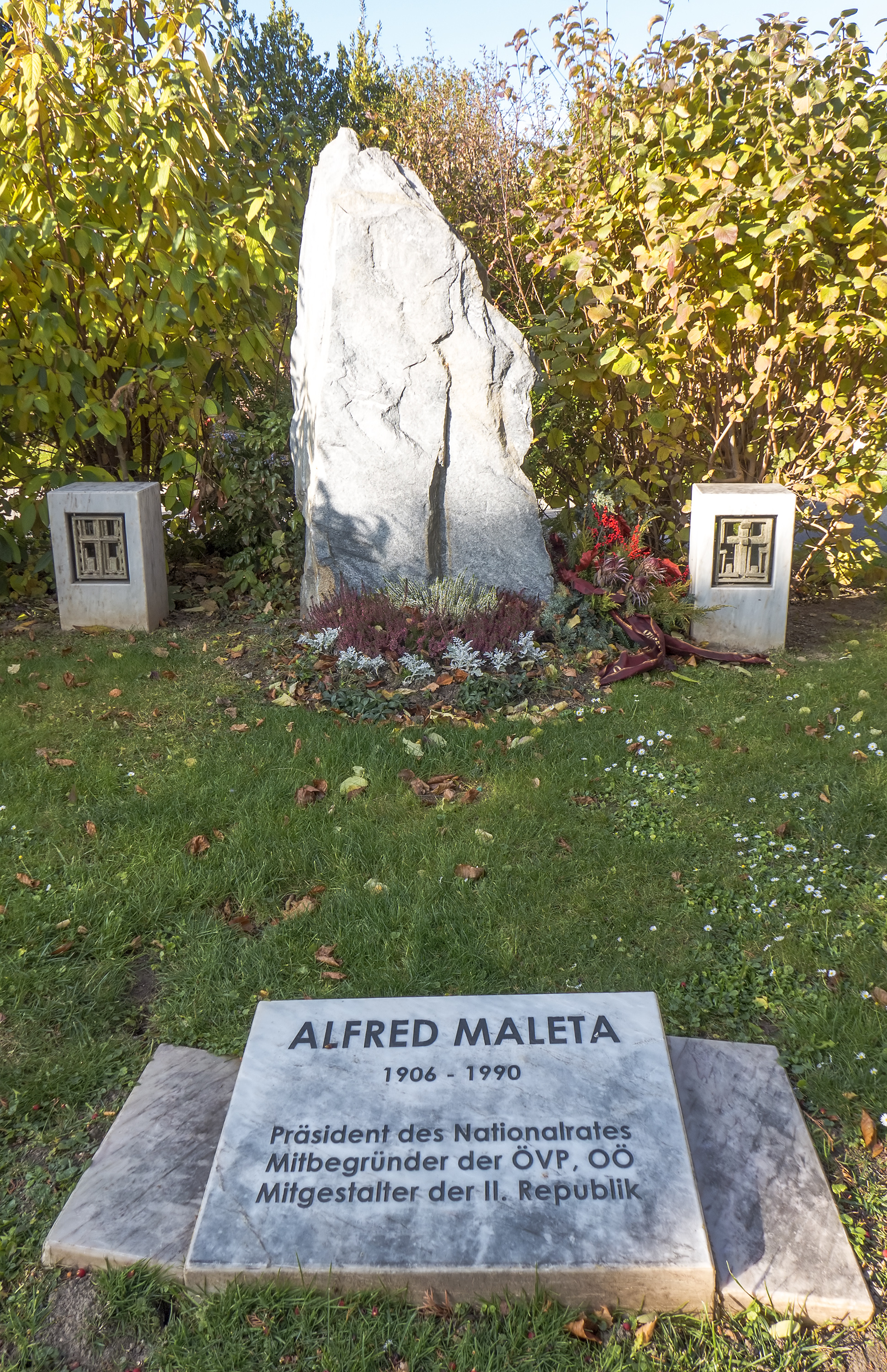
Wiener Zentralfriedhof – Ehrengrab von Alfred Maleta

Er war Vizepräsident der Nouvelles Equipes Internationales (NEI), der Vereinigung der christlich-demokratischen Parteien Europas (1955–1960). Ab 1960 war er Bundesobmann des ÖAAB. Im Jahr 1975 wurde ihm vom Bundespräsidenten der Berufstitel Professor verliehen.
Im Jänner 1990 erlitt Maleta einen Schlaganfall und starb wenige Wochen später, einen Tag nach seinem 84. Geburtstag, an dessen Folgen. Er wurde in Gmunden beigesetzt und 2011 in ein Ehrengrab auf dem Wiener Zentralfriedhof überführt.

### Maleta im Zeitungsgeschäft
Im Jahre 1945 wurde Alfred Maleta einer der sechs Teilhaber an der von den amerikanischen Besatzungstruppen gegründeten und wenige Monate später an unverdächtige Privatpersonen übergebenen Zeitung „Oberösterreichische Nachrichten“. Im Laufe der nächsten Jahre gelang es Maleta schließlich, alle Anteile der OÖNachrichten zu übernehmen. Nach einem mehrjährigen, kostspieligen Konkurrenzkampf mit der seit 1953 wieder erschienenen, von der J. Wimmer KG herausgegebenen „Tagespost“, beschlossen die Gesellschafter die beiden Zeitungen zu vereinigen. Ab dem 1. Jänner 1955 erschien die Zeitung als „Oberösterreichische Nachrichten vereinigt mit der Tagespost“.
Maleta war mit 26 % an der „Druckerei und Zeitungshaus J. Wimmer GmbH“ beteiligt, die neben dem Zeitungsdruck und dem Verlag auch eine lukrative Bogendruckerei betrieb. Als Herausgeberin wurde im Impressum die „Druckerei und Zeitungshaus J. Wimmer GmbH“ angeführt; de facto übte aber Maleta diese Funktion aus. Als er sich 1975 offiziell von seiner politischen Funktion zurückzog, erschien Maleta auch offiziell im Impressum der Zeitung als Herausgeber.
1986 verkaufte Maleta seine 26 % der J. Wimmer GmbH an Ing. Rudolf Andreas Cuturi, ein direkter Nachfahre der Drucker- und Verlegerfamilie Wimmer. Ing. Cuturi übernahm dadurch auch die Herausgeberfunktion, die er bis heute ausübt.
Im Wiener Zeitungskrieg vertrat Alfred Maleta die Interessen der ÖAAB (Österreichischer Arbeiter- und Angestelltenbund). Es gelang ihm auch eine Beteiligung des ÖAAB an der Tageszeitung Kurier, dessen Hauptgesellschafter und Herausgeber Ludwig Polsterer war, zu erreichen.

## Auszeichnungen
- 1955: Großes Goldenes Ehrenzeichen für Verdienste um die Republik Österreich
- 1967: Großkreuz des Verdienstordens der Bundesrepublik Deutschland
- 1975: Goldenes Ehrenzeichen des Landes Oberösterreich
- 1975: Berufstitel Professor
- 1981: Ehrenbürger von Wien

## Schriften (Auswahl)
- Der Sozialist im Dollfuß-Österreich. Eine Untersuchung der Arbeiterfrage, Linz: Preßverein Linz 1936.
- Entscheidung für morgen. Christliche Demokratie im Herzen Europas, Wien u. a.: Molden 1968.
- Bewältigte Vergangenheit. Österreich 1932–1945, Graz: Styria 1981.
- Der Weg zum "Anschluß" 1938. Daten und Fakten, Wien: Karl-von-Vogelsang-Institut 1988.